# Трихлорид тиофосфорила
Трихлорид тиофосфорила — неорганическое соединение,
хлорангидрид тиофосфорной кислоты
с формулой PSCl3,
бесцветная жидкость,
реагирует с водой.

## Получение
- Нагревание смеси пентахлорида фосфора и пентасульфида дифосфора:

{\displaystyle {\mathsf {3PCl_{5}+P_{2}S_{5}\ {\xrightarrow {120^{o}C}}\ 5PSCl_{3}}}}
- Нагревание смеси серы и трихлорида фосфора[3]:

{\displaystyle {\mathsf {S+PCl_{3}\ {\xrightarrow {130^{o}C,AlCl_{3}}}\ PSCl_{3}}}}
- Реакция сероводорода и пентахлорида фосфора:

{\displaystyle {\mathsf {H_{2}S+PCl_{5}\ {\xrightarrow {}}\ PSCl_{3}+2HCl}}}

## Физические свойства
Трихлорид тиофосфорила образует бесцветную жидкость, дымящуюся на воздухе, с запахом сероводорода.
Растворяется в сероуглероде, бензоле, тетрахлорметане.

## Химические свойства
- Медленно гидролизуется водой:

{\displaystyle {\mathsf {PSCl_{3}+4H_{2}O\ {\xrightarrow {}}\ H_{2}S+3HCl+H_{3}PO_{4}}}}